# Spiraea pilosa
Spiraea pilosa är en rosväxtart som beskrevs av Adrien René Franchet. Spiraea pilosa ingår i släktet spireor, och familjen rosväxter.

## Underarter
Arten delas in i följande underarter:
- S. p. glaucophylla
- S. p. pilosa